# 90-II式戦車
90-II式戦車 (MBT-2000/AL-Khalid) は、中国とパキスタンが共同開発を行った戦車である。中国は以前からパキスタンに戦車を輸出しており、戦車開発に関しても両国の連携は密なものであった。パキスタンの戦車生産能力に合わせて開発された90-II式戦車はパキスタンへの輸出には成功したが、行動距離の短さなどを理由に、中国国内での採用は見送られた。
輸出モデルのM型は別名MBT-2000ともよばれ、パキスタン国内でのモデルにはアル・ハーリド (AL-Khalid) の名称が付けられている。

## 歴史
80式戦車を元に88A/B式戦車の開発に成功した中国であったが、ソ連との緊迫化を背景に更なる研究が進められた。一方、パキスタンも同じくソ連のアフガニスタン侵攻に伴う脅威と隣国インドの軍拡競争とにより、自国の軍備増強が進められた。パキスタンは以前から中国の戦車を大量に輸入していたが、自国でもライセンス生産の形で技術力を蓄えていった。90-II式戦車はこうした両国の利害の一致のもと、1988年10月に共同開発が決定され、1990年1月にMBT-2000開発計画として本格始動した。
90-II式戦車は全く新規からの開発でなく、既存のコンポーネントを数多く盛り込んで開発された。第1世代の59式戦車から10%、69/79式戦車から15%、第2世代の85-C式戦車から20%、合計で既存のコンポーネントを45%使用し、残り55%が新規に開発された。
新コンポーネントにはソ連製のT-72戦車（ルーマニア、またはイラン・イラク戦争時に捕獲された物がイランから輸入されたと言われている）から多くが取り入れられており、車体の大きさやデザインで多くの類似点が見られる。
車体と砲塔は溶接鋼板ではあるが、前部は複合装甲を採用している。また、この車体には中国製戦車初の本格的コンポジット方式を導入しており、以前の溶接方式と異なり、被弾した装甲を交換したり、あるいは、さらに防御性の高い装甲が開発された際には簡単に取り付ける事ができるようになった。パキスタン仕様と中国仕様でそれぞれ独自のERA（爆発反応装甲）を取り付けている。ロシア製の爆発反応装甲コンタークト5をフル装備した時で48tと、比較的軽量である。
西側諸国の技術も積極的に採用し、エンジンはイギリスのチャレンジャー1で採用されているパーキンス・コンドー水冷ディーゼルエンジンの1,200hp版を搭載している。トランスミッションにはフランスのルクレールにも採用されたSESME社製SM-500オートマチックミッションを採用し、FCS（射撃統制システム）は85-IIAP式戦車で使われたイスラエル製ISFCS-212の改良型など、実績のあるコンポーネントを数多く取り入れた。
90-II式戦車は中国では正式採用されなかったものの、後にこの車体をベースに再設計された98式戦車や99式戦車が現在中国陸軍の主力戦車として正式採用されている。

## 装備・スペック

### 主砲
旧ソ連系の2A46 125mm滑腔砲とカセトカ自動装填装置を搭載している。砲自体は中国製で、オリジナルより砲身の寿命が長いとされている。自動装弾装置は1分間に10〜12発の射撃が可能である。APFSDS弾、HEAT弾・HEAT-FRAG弾の各種砲弾と、後にはインド軍のT-90に対抗出来るよう、9M119 レフレークス対戦車ミサイルの発射機能も追加された。具体的には、タングステン合金製弾芯の125-I APFSDS-T弾の場合は弾芯のL/D比が20:1で、砲口初速1,730m／秒、最大射程2,500～3,000m（夜間有効射程は850–1,300m）、射距離2,000mで460mm厚の均質圧延鋼板 (RHA) を貫徹できる。劣化ウラン製弾芯の125-II APFSDS-T弾（中パ共同で開発したものでソ連/ロシア製APFSDS-T弾よりも弾芯のL/D比が長いものになっている）は、2,500mにおいて命中角60度で厚さ350–400mmの均質圧延鋼板を貫徹し、2,000mで600mmの均質圧延鋼板を貫徹する能力を有するといわれている。
射撃統制装置は、スタビライズされたレーザー測遠機の組み込まれた砲手用サイトや、弾道コンピューター等から構成されている。
1998年には、パキスタンの砂漠地帯で試作車の評価試験が行われており、この試験の公式発表によると、アル・ハーリド戦車は2,000m離れた動目標に対して、40km/hの速度で移動しながら射撃を行い、85%の命中率を発揮したという。

### エンジン
当初は中国でライセンス生産したMTU396 1,200hpディーゼルエンジンを搭載していたが、後にイギリス製パーキンス・コンドーCV12-1200TCA、ウクライナ製6TD/6TD-II 1,200hpディーゼルエンジン、ドイツ製MTU-871/TCM AVDS-1790 1,200hpディーゼルエンジンなど、試作を重ねるごとに変更が行われた。
パキスタンモデルであるアル・ハーリドにおいては一時期フランス製1,500hpディーゼルエンジンも検討されたが、1998年のパキスタン核実験の影響で、この案は中止された。後にウクライナからT-84を320輌購入した経緯もあって、安価でかつ同車と互換性のあるウクライナ製6TD-II 1,200hpディーゼルエンジンを採用した。
90-II式戦車は0–32km/hまで約10秒で加速できる。加えて全自動変速装置を搭載し、中国製戦車としては初めて超信地旋回が可能となった。

## バリエーション
90-I式（試製1型）
最初の試作車輌。中国で生産した125mm滑腔砲と射撃統制システムを搭載。西側諸国の戦車を意識した砲塔デザインである。中国で製造されたMTU396 1,200hpディーゼルとドイツ・レンクス社の自動変速機を搭載してある。
90-II式（試製2型）
西側の射撃統制システムや索敵装置を搭載エンジンはパーキンス・コンドーCV12-1200TCA (1,200hp)、トランスミッションにフランス製SM-500自動変速機を搭載。
試製3型
エンジンをウクライナ製6TD/6TF-IIディーゼルエンジンに変更 (1,200hp)。
90-IIA式（試製4型）
エンジンをドイツ製MTU-871/TCM AVDS-1790ディーゼルエンジンに変更 (1,200hp)。
パキスタンが核実験を実施したためドイツが供与を拒否。開発が中止される。
120mm砲搭載型
1992年から1998年にかけて、フランスのGIAT製120mm滑腔砲を搭載して、射撃試験を行った。
90-IIM式 (MBT-2000)
ドイツ製1,200hpエンジンやフランス製1,500hpエンジンが調達できなかったため、ウクライナ製1,200hpエンジンを正式に採用。
2000年11月に正式発表。のちにパキスタンでライセンス生産され、アル・ハーリドと命名。今日では中国とパキスタン両国が独自の改修を施し、後述のVT-1Aとして各国に売り込みを図っている。
VT-1A
2009年に公開されたMBT-2000の発展型。複合装甲をモジュール式にし、主砲などの装備の信頼性や、人間工学的改善等が施されている。

90-III式（90-IIWM式）
90-II式の後継として開発中の輸出用主力戦車。車体前面と砲塔前面にモジュール式複合装甲が装備され、エンジンや電子装備などの各種コンポーネントを国産化している。

## 採用国

### 現在採用している国
- パキスタン

約415両のアル･ハーリドを運用。
- バングラデシュ

44両のVT1Aと本車の車体をベースとした戦闘工兵車3両を運用 。
- モロッコ

2024年時点で、モロッコ陸軍が54両のMBT-2000を保有。
- ミャンマー

148両のVT-1Aを運用。予算の都合上、西側製の暗視装置を安価な中国製に換装している。
- スリランカ

22両のVT-1Aを運用

### 採用を取り止めた国
- ペルー

2009年のペルーの軍事パレードに中国から評価試験で輸出された5両のVT-1Aが登場するも、ウクライナが本車に搭載される6TD-2の第三国への輸出を拒んだために契約は破棄された
- 中華人民共和国